# بيل باتون (ممثل)
بيل باتون (بالإنجليزية: Bill Patton)‏ مواليد 2 يونيو 1894 في أماريلو، تكساس، الولايات المتحدة - الوفاة 12 ديسمبر 1951 في لوس أنجلوس، هو ممثل أمريكي بدأ مسيرته الفنية سنة 1918. من أعماله صورة دوريان جراي. امتدت مسيرته الفنية لأكثر من 27 عاما.

## روابط خارجية
- بيل باتون على موقع IMDb (الإنجليزية)
- بيل باتون على موقع قاعدة بيانات الفيلم (الإنجليزية)